# Edward Winter (actor)
Edward Winter (Ventura, California; 3 de junio de 1937–Woodland Hills, Los Ángeles, California; 8 de marzo de 2001) fue un actor cinematográfico y televisivo estadounidense. Es sobre todo conocido por su papel del Coronel Flagg en la serie televisiva MASH entre 1973 y 1979. 
Otros destacados papeles fueron el del investigador Capitán Ben Ryan en la segunda temporada de Project U.F.O. (1978–1979), así como los que desempeñó en Hollywood Beat (1985), 9 to 5 (1986–1988) y Herman's Head (1991–1994).
Winter fue nominado en dos ocasiones al Premio Tony al mejor actor de reparto en un musical por sus actuaciones en las producciones originales de Cabaret (1966) y Promises, Promises (1968). También participó en películas como A Change of Seasons (1980), Porky's 2: al día siguiente (1983) y The Buddy System (1984).

## Biografía

### Carrera artística
Su nombre completo era Edward Dean Winter, y nació en Ventura, California. Inició su carrera artística en Ashland (Oregón) como miembro del reparto del Festival Shakespeare de Oregón. En la temporada 1961 fue Claudius en Hamlet, participando también en The Boyfriend y Rashomon. Tuvo también diferentes éxitos en el circuito de Broadway, y fue dos veces nominado al Premio Tony al mejor actor de reparto en un musical, por su papel de Ernst Ludwig en Cabaret y por el de J.D. Sheldrake en Promises, Promises.
Después se inició en la televisión, actuando en seriales como The Secret Storm y Somerset.
Winter fue elegido para actuar en MASH con el papel del Teniente Coronel (más adelante Coronel) Flagg, siendo uno de los personajes más populares t recurrentes del programa. Actuó en siete episodios a lo largo del desarrollo de la serie. Antes de encarnar a dicho personaje, Winter había actuado en la serie como Capitán Halloran. Winter retomó su papel de Coronel Flagg en un episodio de la serie spin-off AfterMASH en 1984.
Otros shows en los cuales Winter actuó fueron The A-Team (episodio "Holiday In The Hills", en 1983), Alice (temporada 2, episodio 7), la sitcom Soap (en 1977-78, con el recurrente personaje del congresista Walter McCallum), Marcus Welby, M.D. (1974, episodio "The Outrage", en el cual era un pedófilo). También en 1974 actuó en las películas The Parallax View y The Disappearance of Flight 412, y en 1976 trabajó en la comedia criminal Special Delivery.
En el año 1976 se le pudo ver en The Mary Tyler Moore Show. Winter también actuó en Lou Grant (1977, capítulo "Housewarming"), el telefilm The Gathering (1977, con Ed Asner), y "Never Con a Killer", episodio piloto de la serie de American Broadcasting Company The Feather and Father Gang.
En 1980 encarnó a Clark Gable en el telefilm The Scarlett O'Hara War, en 1981 fue el cirujano plástico Dr. Frank Waring en dos entregas de Dallas, y en 1982 trabajó en Magnum P.I., en el episodio "Heal Thyself". 
En 1985 actuó como Capitán Hennessey en la entrega 14 de la cuarta temporada de Cagney & Lacey, trabajando igualmente en el episodio "Blind Date" de la serie The Golden Girls (1989). Además de las películas mencionadas más arriba, Winter formó parte del reparto de From the Hip (1987), cinta dirigida por Bob Clark.
En 1990 encarnó a Charlton 'Charlie' Chambers en el episodio de Columbo "Rest in Peace, Mrs. Columbo", una de las últimas actuaciones de Peter Falk en el papel del detective.
Junto a John Denver interpretó en 1986 el telefilm A Christmas Gift, y tres años más tarde fue Johnny Roman en Mike Hammer: Murder Takes All. Otra serie en la que participó fue Night Court, en 1991, como Clarence Egan. Uno de sus papeles recurrentes llegó con la sitcom de Fox Herman's Head, entre los años 1991 y 1994, actuando junto a William Ragsdale. Además, en 1995 participó en Seinfeld, concretamente en el episodio The Beard.
Winter también fue actor de voz, participando como tal en shows como The Real Adventures of Jonny Quest, Duckman, Aaahh!!! Real Monsters, The Angry Beavers, Fantastic Max, Oso Paddington y la película de animación Adventures in Odyssey: Shadow of a Doubt.

### Vida personal
Winter se casó tres veces. Sus esposas fueron Ronda Faye Moe (casados en 1956 y divorciados en 1962), Sandra L. Ward (casados en 1963 y divorciados en 1980, con dos hijos), y Linda Foster, con la que se casó en 1980, permaneciendo ambos juntos hasta la muerte del actor, ocurrida en el año 2001 en Woodland Hills, California, a causa de las complicaciones producidas por una enfermedad de Parkinson. Sus restos fueron incinerados, y las cenizas esparcidas en el Océano Pacífico.

## Filmografía
- 1968 : The Boston Strangler
- 1969 : The Secret Storm (serie TV)
- 1970 : Somerset (serie TV)
- 1973 : Big Daddy (TV)
- 1973 : Adam's Rib (serie TV)
- 1974 : The Parallax View
- 1974 : The Disappearance of Flight 412 (TV)
- 1976 : Eleanor and Franklin (TV)
- 1976 : Special Delivery
- 1976 : The Invasion of Johnson County (TV)
- 1977 : Never Con a Killer (TV)
- 1977 : The Girl in the Empty Grave (TV)
- 1977 : The Gathering (TV)
- 1979 : Rendezvous Hotel (TV)
- 1980 : Mother and Daughter: The Loving War (TV)
- 1980 : The Scarlett O'Hara War
- 1980 : A Change of Seasons
- 1981 : The Big Black Pill (TV)
- 1981 : Fly Away Home (TV)
- 1982 : Wait Until Dark (TV)
- 1982 : The Adventures of Pollyanna (TV)
- 1982 : Family in Blue (TV)
- 1982 : The First Time (TV)
- 1983 : Porky's 2: al día siguiente
- 1984 : Empire (serie TV)
- 1984 : The Lost Honor of Kathryn Beck (TV)
- 1984 : The Buddy System
- 1985 : Hollywood Beat (serie TV)
- 1985 : Superminds (TV)
- 1986 : 9 to 5 (serie TV)
- 1986 : Stranded (TV)
- 1986 : Perry Mason: The Case of the Notorious Nun (TV)
- 1986 : There Must Be a Pony (TV)
- 1986 : The Christmas Gift (TV)
- 1987 : From the Hip
- 1989 : Mike Hammer: Murder Takes All
- 1990 : Over My Dead Body (TV)
- 1990 : Columbo (serie TV), episodio Rest in Peace, Mrs. Columbo
- 1990 : The Family Man (serie TV)
- 1991 : Held Hostage: The Sis and Jerry Levin Story (TV)
- 1993 : The American Clock (TV)
- 1994 : Aaahh!!! Real Monsters (serie TV)
- 1997 : The Angry Beavers (serie TV)